# Kobouré
Kobouré est une commune rurale située dans le département de Boulsa de la province du Namentenga dans la région Centre-Nord au Burkina Faso.

## Géographie
Constitué de centres d'habitation dispersés, Kobouré est situé à 7 km au sud-est de Boulsa, le chef-lieu du département et de la province. Le territoire occidental de la commune est traversé par la route nationale 15.

## Éducation et santé
Le centre de soins le plus proche de Kobouré est le centre de médical avec antenne chirurgicale (CMA) de la province à Boulsa.
Le village possède un centre d'alphabétisation et une école publique primaire alors que le collège d'enseignement général (CEG) se trouve à Boulsa.